# Xinshan (socken i Kina, lat 26,62, long 102,97)
Xinshan (kinesiska: 新山乡, 新山) är en socken i Kina. Den ligger i provinsen Sichuan, i den sydvästra delen av landet, omkring 460 kilometer söder om provinshuvudstaden Chengdu. Antalet invånare är 3 346. Befolkningen består av 1 505 kvinnor och 1 841 män. Barn under 15 år utgör 27,0 %, vuxna 15-64 år 61 %, och äldre över 65 år 10,0 %.
Genomsnittlig årsnederbörd är 898 millimeter. Den regnigaste månaden är juli, med i genomsnitt 197 mm nederbörd, och den torraste är januari, med 6 mm nederbörd.